# Îți place mai întunecat
Îți place mai întunecat (în engleză You Like It Darker) este o colecție de doisprezece povestiri scrise de scriitorul american Stephen King, care a apărut pe 22 mai 2024, atât pe plan internațional, cât și pe plan național. 
Cartea a fost anunțată pe 6 noiembrie 2023, prin revista Entertainment Weekly, care a dezvăluit coperta cărții și cuprinsul.
În această culegere de povestiri, se află o povestire cu titlul „Rattlesnakes”, care este o continuare a romanului Cujo (1981).

## Povestiri
| #  | Titlu                                                        | Publicată pentru prima oară în                              |
| -- | ------------------------------------------------------------ | ----------------------------------------------------------- |
| 1  | „Două pramatii cu talent" ("Two Talented Bastids”)           | Nepublicată până acum                                       |
| 2  | „Al cincilea pas"("The Fifth Step”)                          | Numărul din martie 2020 al revistei Harper's Magazine       |
| 3  | „Willie cel nebun" ("Willie the Weirdo”)                     | Nr. 66 al revistei McSweeney din primăvara anului 2022      |
| 4  | „Coșmarul lui Danny Coughlin" ("Danny Coughlin's Bad Dream”) | Nepublicată până acum                                       |
| 5  | „Finn”                                                       | E-book, 2022                                                |
| 6  | „Pe drumul spre Hanul Toboganului" ("On Slide Inn Road")     | Numărul din toamna anului 2020 din revista Esquire Magazine |
| 7  | „Ecranul Roșu" ("Red Screen")                                | E-book (2021)                                               |
| 8  | „Expertul în turbulențe" ("The Turbulence Expert”)           | Flight or Fright (2018)                                     |
| 9  | „Laurie”                                                     | stephenking.com (2018)                                      |
| 10 | „Șerpii cu clopoței" ("Rattlesnakes”)                        | Nepublicată până acum                                       |
| 11 | „Visătorii" ("The Dreamers”)                                 | Nepublicată până acum                                       |
| 12 | „Omul cu răspunsurile" (The Answer Man”)                     | Nepublicată până acum                                       |